# WTCR 2021
Il WTCR 2021 è la quarta edizione della coppa del mondo turismo. È iniziata il 5 giugno sul vecchio Nürburgring ed è terminata il 28 novembre a Soči, dopo sedici gare suddivise in otto tappe. La serie utilizza vetture turismo con specifiche TCR, equipaggiate con pneumatici Goodyear. Yann Ehrlacher, su Lynk & Co 03 TCR, si è aggiudicato il suo secondo titolo piloti consecutivo, mentre la sua scuderia, la Cyan Racing Lynk & Co, si è aggiudicata il titolo scuderie. Luca Engstler, su Hyundai Elantra N TCR, si è aggiudicato il titolo piloti junior, mentre Gilles Magnus, su Audi RS3 LMS TCR, si è aggiudicato il trofeo WTCR riservato ai piloti privati.

## Scuderie e piloti
| Scuderia                                  | Vettura                    | #   | Pilota            | Gare |
| ----------------------------------------- | -------------------------- | --- | ----------------- | ---- |
| BRC Hyundai N Lukoil Squadra Corse        | Hyundai Elantra N TCR      | 3   | Gabriele Tarquini | 1-8  |
| BRC Hyundai N Lukoil Squadra Corse        | Hyundai Elantra N TCR      | 5   | Norbert Michelisz | 1-8  |
| Engstler Hyundai N Liqui Moly Racing Team | Hyundai Elantra N TCR      | 8   | Luca Engstler     | 1-8  |
| Engstler Hyundai N Liqui Moly Racing Team | Hyundai Elantra N TCR      | 69  | Jean-Karl Vernay  | 1-8  |
| ALL-INKL.DE Münnich Motorsport            | Honda Civic Type R TCR     | 9   | Attila Tassi      | 1-8  |
| ALL-INKL.DE Münnich Motorsport            | Honda Civic Type R TCR     | 18  | Tiago Monteiro    | 1-8  |
| ALL-INKL.COM Münnich Motorsport           | Honda Civic Type R TCR     | 29  | Néstor Girolami   | 1-8  |
| ALL-INKL.COM Münnich Motorsport           | Honda Civic Type R TCR     | 86  | Esteban Guerrieri | 1-8  |
| Cyan Performance Lynk & Co                | Lynk & Co 03 TCR           | 11  | Thed Björk        | 1-8  |
| Cyan Performance Lynk & Co                | Lynk & Co 03 TCR           | 12  | Santiago Urrutia  | 1-8  |
| Cyan Racing Lynk & Co                     | Lynk & Co 03 TCR           | 68  | Yann Ehrlacher    | 1-8  |
| Cyan Racing Lynk & Co                     | Lynk & Co 03 TCR           | 100 | Yvan Muller       | 1-8  |
| Comtoyou Team Audi Sport                  | Audi RS3 LMS TCR (2021)    | 16  | Gilles Magnus     | 1-8  |
| Comtoyou Team Audi Sport                  | Audi RS3 LMS TCR (2021)    | 22  | Frédéric Vervisch | 1-8  |
| Comtoyou DHL Team Audi Sport              | Audi RS3 LMS TCR (2021)    | 17  | Nathanaël Berthon | 1-8  |
| Comtoyou DHL Team Audi Sport              | Audi RS3 LMS TCR (2021)    | 32  | Tom Coronel       | 1-8  |
| Target Competition                        | Hyundai Elantra N TCR      | 19  | Andreas Bäckman   | 1-4  |
| Target Competition                        | Hyundai Elantra N TCR      | 26  | Jessica Bäckman   | 1-4  |
| Target Competition                        | Hyundai Elantra N TCR      | 82  | Nicola Baldan     | 4, 7 |
| Lada Sport Rosneft                        | Lada Vesta Sport TCR       | 20  | Kirill Ladygin    | 8    |
| Lada Sport Rosneft                        | Lada Vesta Sport TCR       | 30  | Michail Mityaev   | 8    |
| Zengő Motorsport Drivers' Academy         | CUPRA Leon Competición TCR | 28  | Jordi Gené        | 1-8  |
| Zengő Motorsport Drivers' Academy         | CUPRA Leon Competición TCR | 55  | Bence Boldizs     | 1-8  |
| Zengő Motorsport                          | CUPRA Leon Competición TCR | 79  | Robert Huff       | 1-8  |
| Zengő Motorsport                          | CUPRA Leon Competición TCR | 96  | Mikel Azcona      | 1-8  |
| Fulín Race Academy                        | CUPRA Leon Competición TCR | 222 | Petr Fulín        | 5    |

## Calendario
Il calendario preliminare delle gare è stato pubblicato dalla direzione del campionato il 13 novembre 2020. Rispetto agli anni precedenti, nel 2021 per motivi di riduzione dei costi si terranno solo due gare in un fine settimana invece di tre e la serie farà di nuovo tappa nel continente asiatico dopo un anno di assenza. Il 22 gennaio 2021 il calendario è stato aggiornato posticipando la gara in Ungheria al 21-22 agosto e aggiungendo la gara in Italia in sostituzione di quella in Slovacchia.
| Gara | Gara | Nome gara                  | Circuito                    | Data        | Supporto                           |
| ---- | ---- | -------------------------- | --------------------------- | ----------- | ---------------------------------- |
| 1    | G1   | Gara di Germania           | Nürburgring Nordschleife    | 5 giugno    | 24 Ore del Nürburgring             |
| 1    | G2   | Gara di Germania           | Nürburgring Nordschleife    | 5 giugno    | 24 Ore del Nürburgring             |
| 2    | G3   | Gara del Portogallo        | Circuito di Estoril         | 27 giugno   |                                    |
| 2    | G4   | Gara del Portogallo        | Circuito di Estoril         | 27 giugno   |                                    |
| 3    | G5   | Gara di Spagna             | Ciudad del Motor de Aragón  | 11 luglio   | Pure ETCR                          |
| 3    | G6   | Gara di Spagna             | Ciudad del Motor de Aragón  | 11 luglio   | Pure ETCR                          |
| 4    | G7   | Gara d'Ungheria            | Hungaroring                 | 22 agosto   | Pure ETCR                          |
| 4    | G8   | Gara d'Ungheria            | Hungaroring                 | 22 agosto   | Pure ETCR                          |
| 5    | G9   | Gara della Repubblica Ceca | Autodromo di Most           | 10 ottobre  | Campionato del mondo endurance FIM |
| 5    | G10  | Gara della Repubblica Ceca | Autodromo di Most           | 10 ottobre  | Campionato del mondo endurance FIM |
| 6    | G11  | Gara di Francia            | Circuito di Pau             | 17 ottobre  | Pure ETCR                          |
| 6    | G12  | Gara di Francia            | Circuito di Pau             | 17 ottobre  | Pure ETCR                          |
| 7    | G13  | Gara d'Italia              | Adria International Raceway | 7 novembre  |                                    |
| 7    | G14  | Gara d'Italia              | Adria International Raceway | 7 novembre  |                                    |
| 8    | G15  | Gara di Russia             | Autodromo di Soči           | 28 novembre |                                    |
| 8    | G16  | Gara di Russia             | Autodromo di Soči           | 28 novembre |                                    |

## Risultati e classifiche

### Gare
| Gara | Circuito        | Pole position     | Giro veloce       | Pilota vincitore  | Scuderia vincitrice                       | Vincitore trofeo WTCR | Vincitore junior |
| ---- | --------------- | ----------------- | ----------------- | ----------------- | ----------------------------------------- | --------------------- | ---------------- |
| 1    | Germania        |                   | Mikel Azcona      | Tiago Monteiro    | ALL-INKL.DE Münnich Motorsport            | Tom Coronel           | Gilles Magnus    |
| 2    | Germania        | Néstor Girolami   | Jean-Karl Vernay  | Jean-Karl Vernay  | Engstler Hyundai N Liqui Moly Racing Team | Gilles Magnus         | Luca Engstler    |
| 3    | Portogallo      |                   | Yann Ehrlacher    | Yann Ehrlacher    | Cyan Racing Lynk & Co                     | Gilles Magnus         | Gilles Magnus    |
| 4    | Portogallo      | Esteban Guerrieri | Attila Tassi      | Attila Tassi      | ALL-INKL.DE Münnich Motorsport            | Gilles Magnus         | Gilles Magnus    |
| 5    | Spagna          |                   | Gabriele Tarquini | Gabriele Tarquini | BRC Hyundai N Lukoil Squadra Corse        | Tom Coronel           | Gilles Magnus    |
| 6    | Spagna          | Frédéric Vervisch | Frédéric Vervisch | Frédéric Vervisch | Comtoyou Team Audi Sport                  | Gilles Magnus         | Gilles Magnus    |
| 7    | Ungheria        |                   | Frédéric Vervisch | Gilles Magnus     | Comtoyou Team Audi Sport                  | Gilles Magnus         | Gilles Magnus    |
| 8    | Ungheria        | Robert Huff       | Frédéric Vervisch | Santiago Urrutia  | Cyan Performance Lynk & Co                | Gilles Magnus         | Gilles Magnus    |
| 9    | Repubblica Ceca |                   | Néstor Girolami   | Néstor Girolami   | ALL-INKL.COM Münnich Motorsport           | Tom Coronel           | Luca Engstler    |
| 10   | Repubblica Ceca | Mikel Azcona      | Mikel Azcona      | Norbert Michelisz | BRC Hyundai N Lukoil Squadra Corse        | Gilles Magnus         | Luca Engstler    |
| 11   | Francia         |                   | Frédéric Vervisch | Frédéric Vervisch | Comtoyou Team Audi Sport                  | Tom Coronel           | Luca Engstler    |
| 12   | Francia         | Yvan Muller       | Jean-Karl Vernay  | Jean-Karl Vernay  | Engstler Hyundai N Liqui Moly Racing Team | Tom Coronel           | Luca Engstler    |
| 13   | Italia          |                   | Tom Coronel       | Santiago Urrutia  | Cyan Performance Lynk & Co                | Tom Coronel           | Gilles Magnus    |
| 14   | Italia          | Yann Ehrlacher    | Frédéric Vervisch | Yann Ehrlacher    | Cyan Racing Lynk & Co                     | Gilles Magnus         | Gilles Magnus    |
| 15   | Russia          |                   | Robert Huff       | Mikel Azcona      | Zengő Motorsport                          | Gilles Magnus         | Gilles Magnus    |
| 16   | Russia          | Yvan Muller       | Robert Huff       | Robert Huff       | Zengő Motorsport                          | Tom Coronel           | Luca Engstler    |

### Sistema di punteggio
| Qualifiche 1 e 3 | Qualifiche 1 e 3 | Qualifiche 1 e 3 | Qualifiche 1 e 3 | Qualifiche 1 e 3 | Qualifiche 1 e 3 |
| ---------------- | ---------------- | ---------------- | ---------------- | ---------------- | ---------------- |
| Posizione        | 1º               | 2º               | 3º               | 4º               | 5º               |
| Punti            | 5                | 4                | 3                | 2                | 1                |

| Gara      | Gara | Gara | Gara | Gara | Gara | Gara | Gara | Gara | Gara | Gara |
| --------- | ---- | ---- | ---- | ---- | ---- | ---- | ---- | ---- | ---- | ---- |
| Posizione | 1º   | 2º   | 3º   | 4º   | 5º   | 6º   | 7º   | 8º   | 9º   | 10º  |
| Punti     | 25   | 18   | 15   | 12   | 10   | 8    | 6    | 4    | 2    | 1    |

### Classifiche

#### Classifica piloti
| 1                                  | Yann Ehrlacher    | 8   | 10  | 1   | 6   | 5   | 7   | 3   | 4   | 3   | 4   | 8   | 5   | 10  | 1   | 5   | 6   | 223   |
| 2                                  | Frédéric Vervisch | 15  | Rit | 13  | 11  | 8   | 1   | 4   | 2   | 13  | 8   | 1   | 4   | 6   | 2   | 6   | 2   | 195   |
| 3                                  | Jean-Karl Vernay  | 10  | 1   | Rit | 2   | 9   | 4   | 14  | 13  | 6   | 14  | 6   | 1   | 14  | 19  | 2   | 5   | 177   |
| 4                                  | Yvan Muller       | 2   | 7   | 2   | 9   | 11  | 10  | 15  | 6   | 4   | 6   | Rit | 2   | 5   | 4   | 8   | Rit | 169   |
| 5                                  | Santiago Urrutia  | 3   | 5   | 3   | 5   | 12  | Rit | 7   | 1   | 11  | Rit | 15  | 3   | 1   | 13  | 9   | Rit | 167   |
| 6                                  | Esteban Guerrieri | 4   | 12  | 5   | 8   | 15  | 13  | 8   | 8   | 2   | 3   | 4   | 7   | 3   | 6   | Rit | NP  | 164   |
| 7                                  | Mikel Azcona      | 16  | Rit | 10  | Rit | 2   | 11  | 2   | 3   | 7   | 2   | 13  | 14  | 11  | 11  | 1   | Rit | 158   |
| 8                                  | Norbert Michelisz | 5   | Rit | Rit | 3   | 7   | NC  | 6   | 14  | 15  | 1   | 7   | 6   | 4   | 7   | 12  | 8   | 146   |
| 9                                  | Thed Björk        | 13  | Rit | 6   | 7   | 10  | 2   | 5   | 7   | 5   | 15  | 2   | 9   | 12  | 8   | 10  | 11  | 141   |
| 10                                 | Gilles Magnus     | 14  | 9   | 8   | 14  | 6   | 3   | 1   | 9   | NC  | 9   | 14  | 17  | 7   | 3   | 3   | Rit | 139   |
| 11                                 | Néstor Girolami   | 9   | 3   | Rit | 13  | 18  | 12  | 9   | 5   | 1   | 16  | 5   | Rit | 8   | Rit | 11  | 7   | 131   |
| 12                                 | Gabriele Tarquini | 6   | Rit | Rit | 4   | 1   | 6   | 12  | Rit | 10  | Rit | 3   | 8   | 9   | 5   | 14  | Rit | 114   |
| 13                                 | Nathanaël Berthon | 11  | 6   | 11  | 12  | 4   | 5   | Rit | 12  | Rit | 5   | 11  | 10  | 21  | 14  | 4   | 3   | 114   |
| 14                                 | Attila Tassi      | 12  | 4   | 7   | 1   | 17  | 15  | 13  | 10  | Rit | Rit | 12  | 16  | 16  | 12  | 7   | 4   | 96    |
| 15                                 | Luca Engstler     | 17  | 2   | 12  | Rit | 13  | 8   | 11  | 15  | 12  | 7   | 9   | 11  | 15  | 10  | 13  | 10  | 86    |
| 16                                 | Tom Coronel       | 7   | 11  | 17  | Rit | 3   | Rit | 21  | 16  | 9   | 10  | 10  | 13  | 2   | Rit | 16  | 9   | 83    |
| 17                                 | Tiago Monteiro    | 1   | 8   | 4   | 18  | 20  | 14  | 10  | 11  | 16  | 12  | Rit | 12  | 17  | 15  | NP  | NP  | 75    |
| 18                                 | Robert Huff       | Rit | Rit | 9   | 10  | Ret | 9   | Rit | 18  | 8   | Rit | NC  | 15  | 13  | 9   | Rit | 1   | 73    |
| 19                                 | Jordi Gené        | 18  | Rit | 14  | 15  | 14  | Rit | 16  | 17  | NP  | NP  | Rit | 18  | 20  | 17  | 15  | 12  | 10    |
| 20                                 | Bence Boldizs     | 19  | 13  | 18  | 19  | SQ  | 16  | 17  | 19  | 14  | 13  | 16  | 19  | 18  | 16  | 17  | Rit | 9     |
| 21                                 | Jessica Bäckman   | 21  | 14  | 16  | 16  | 19  | 17  | 20  | 21  |     |     |     |     |     |     |     |     | 2     |
| 22                                 | Andreas Bäckman   | 20  | Ret | 15  | 17  | 16  | Ret | 19  | Ret |     |     |     |     |     |     |     |     | 1     |
| 23                                 | Nicola Baldan     |     |     |     |     |     |     | 18  | 20  |     |     |     |     | 19  | 18  |     |     | 0     |
| Piloti wildcard non classificabili |                   |     |     |     |     |     |     |     |     |     |     |     |     |     |     |     |     |       |
| —                                  | Petr Fulín        |     |     |     |     |     |     |     |     | Rit | 11  |     |     |     |     |     |     | —     |
| —                                  | Michail Mityaev   |     |     |     |     |     |     |     |     |     |     |     |     |     |     | 19  | 13  | —     |
| —                                  | Kirill Ladygin    |     |     |     |     |     |     |     |     |     |     |     |     |     |     | 18  | 14  | —     |
| Pos.                               | Pilota            | GER | GER | POR | POR | SPA | SPA | UNG | UNG | CEC | CEC | FRA | FRA | ITA | ITA | RUS | RUS | Punti |

| Colore  | Risultato             |
| ------- | --------------------- |
| Oro     | Vincitore             |
| Argento | 2º posto              |
| Bronzo  | 3º posto              |
| Verde   | Finito a punti        |
| Blu     | Finito senza punti    |
| Viola   | Ritirato (Rit)        |
| Viola   | Non classificato (NC) |
| Rosso   | Non qualificato (NQ)  |
| Nero    | Squalificato (SQ)     |
| Bianco  | Non partito (NP)      |
| Bianco  | Non ha gareggiato     |
| Bianco  | Infortunato (INF)     |
| Bianco  | Escluso (ES)          |
| Bianco  | Gara cancellata (C)   |

#### Classifica scuderie
| Pos.                                 | Scuderia                                  | GER | GER | POR | POR | SPA | SPA | UNG | UNG | CEC | CEC | FRA | FRA | ITA | ITA | RUS | RUS | Punti |
| ------------------------------------ | ----------------------------------------- | --- | --- | --- | --- | --- | --- | --- | --- | --- | --- | --- | --- | --- | --- | --- | --- | ----- |
| 1                                    | Cyan Racing Lynk & Co                     | 2   | 7   | 1   | 6   | 5   | 7   | 3   | 4   | 3   | 4   | 8   | 2   | 5   | 1   | 5   | 6   | 392   |
| 1                                    | Cyan Racing Lynk & Co                     | 8   | 10  | 2   | 9   | 11  | 10  | 15  | 6   | 4   | 6   | Rit | 5   | 10  | 4   | 8   | Rit | 392   |
| 2                                    | Comtoyou Team Audi Sport                  | 14  | 9   | 8   | 11  | 6   | 1   | 1   | 2   | 13  | 8   | 1   | 4   | 6   | 2   | 3   | 2   | 334   |
| 2                                    | Comtoyou Team Audi Sport                  | 15  | Rit | 13  | 14  | 8   | 3   | 4   | 9   | NC  | 9   | 14  | 17  | 7   | 3   | 6   | Rit | 334   |
| 3                                    | Cyan Performance Lynk & Co                | 3   | 5   | 3   | 5   | 10  | 2   | 5   | 1   | 5   | 15  | 2   | 3   | 1   | 8   | 9   | 11  | 308   |
| 3                                    | Cyan Performance Lynk & Co                | 13  | Rit | 6   | 7   | 12  | Rit | 7   | 7   | 11  | Rit | 15  | 9   | 12  | 13  | 10  | Rit | 308   |
| 4                                    | ALL-INKL.COM Münnich Motorsport           | 4   | 3   | 5   | 8   | 15  | 12  | 8   | 5   | 1   | 3   | 4   | 7   | 3   | 6   | 11  | 7   | 295   |
| 4                                    | ALL-INKL.COM Münnich Motorsport           | 9   | 12  | Rit | 13  | 18  | 13  | 9   | 8   | 2   | 16  | 5   | Rit | 8   | Rit | Rit | NP  | 295   |
| 5                                    | Engstler Hyundai N Liqui Moly Racing Team | 10  | 1   | 12  | 2   | 9   | 4   | 11  | 13  | 6   | 7   | 6   | 1   | 14  | 10  | 2   | 5   | 283   |
| 5                                    | Engstler Hyundai N Liqui Moly Racing Team | 17  | 2   | Rit | Rit | 13  | 8   | 14  | 15  | 12  | 14  | 9   | 11  | 15  | 19  | 13  | 10  | 283   |
| 6                                    | BRC Hyundai N Lukoil Squadra Corse        | 5   | Rit | Rit | 3   | 1   | 6   | 6   | 14  | 10  | 1   | 3   | 6   | 4   | 5   | 12  | 8   | 280   |
| 6                                    | BRC Hyundai N Lukoil Squadra Corse        | 6   | Rit | Rit | 4   | 7   | NC  | 12  | Rit | 15  | Rit | 7   | 8   | 9   | 7   | 14  | Rit | 280   |
| 7                                    | Zengő Motorsport                          | 16  | Rit | 9   | 10  | 2   | 9   | 2   | 3   | 7   | 2   | 13  | 14  | 11  | 9   | 1   | 1   | 231   |
| 7                                    | Zengő Motorsport                          | Rit | Rit | 10  | Rit | Rit | 11  | Rit | 18  | 8   | Rit | NC  | 15  | 13  | 11  | Rit | Rit | 231   |
| 8                                    | Comtoyou DHL Team Audi Sport              | 7   | 6   | 11  | 12  | 3   | 5   | 21  | 12  | 9   | 5   | 10  | 10  | 2   | 14  | 4   | 3   | 197   |
| 8                                    | Comtoyou DHL Team Audi Sport              | 11  | 11  | 17  | Rit | 4   | Rit | Rit | 16  | Rit | 10  | 11  | 13  | 21  | Rit | 16  | 9   | 197   |
| 9                                    | ALL-INKL.DE Münnich Motorsport            | 1   | 4   | 4   | 1   | 17  | 14  | 10  | 10  | 16  | 12  | 12  | 12  | 16  | 12  | 7   | 4   | 171   |
| 9                                    | ALL-INKL.DE Münnich Motorsport            | 12  | 8   | 7   | 18  | 20  | 15  | 13  | 11  | Rit | Rit | Rit | 16  | 17  | 15  | NP  | NP  | 171   |
| 10                                   | Zengő Motorsport Drivers’ Academy         | 18  | 13  | 14  | 15  | 14  | 16  | 16  | 17  | 14  | 13  | 16  | 18  | 18  | 16  | 15  | 12  | 19    |
| 10                                   | Zengő Motorsport Drivers’ Academy         | 19  | Rit | 18  | 19  | SQ  | Rit | 17  | 19  | NP  | NP  | Rit | 19  | 20  | 17  | 17  | Rit | 19    |
| 11                                   | Target Competition                        | 20  | 14  | 15  | 16  | 16  | 17  | 19  | 21  |     |     |     |     | 19  | 18  |     |     | 3     |
| 11                                   | Target Competition                        | 21  | Rit | 16  | 17  | 19  | Rit | 20  | Rit |     |     |     |     |     |     |     |     | 3     |
| Scuderie wildcard non classificabili |                                           |     |     |     |     |     |     |     |     |     |     |     |     |     |     |     |     |       |
| —                                    | Fulín Race Academy                        |     |     |     |     |     |     |     |     | Rit | 11  |     |     |     |     |     |     | —     |
| —                                    | Lada Sport Rosneft                        |     |     |     |     |     |     |     |     |     |     |     |     |     |     | 18  | 13  | —     |
| —                                    | Lada Sport Rosneft                        |     |     |     |     |     |     |     |     |     |     |     |     |     |     | 19  | 14  | —     |
| —                                    | Target Competition                        |     |     |     |     |     |     | 18  | 20  |     |     |     |     |     |     |     |     | —     |
| Pos.                                 | Scuderia                                  | GER | GER | POR | POR | SPA | SPA | UNG | UNG | CEC | CEC | FRA | FRA | ITA | ITA | RUS | RUS | Punti |

| Colore  | Risultato             |
| ------- | --------------------- |
| Oro     | Vincitore             |
| Argento | 2º posto              |
| Bronzo  | 3º posto              |
| Verde   | Finito a punti        |
| Blu     | Finito senza punti    |
| Viola   | Ritirato (Rit)        |
| Viola   | Non classificato (NC) |
| Rosso   | Non qualificato (NQ)  |
| Nero    | Squalificato (SQ)     |
| Bianco  | Non partito (NP)      |
| Bianco  | Non ha gareggiato     |
| Bianco  | Infortunato (INF)     |
| Bianco  | Escluso (ES)          |
| Bianco  | Gara cancellata (C)   |

#### Classifica piloti junior
| Pos. | Pilota          | GER | GER | POR | POR | SPA | SPA | UNG | UNG | CEC | CEC | FRA | FRA | ITA | ITA | RUS | RUS | Punti |
| ---- | --------------- | --- | --- | --- | --- | --- | --- | --- | --- | --- | --- | --- | --- | --- | --- | --- | --- | ----- |
| 1    | Luca Engstler   | 17  | 2   | 12  | Rit | 13  | 8   | 11  | 15  | 12  | 7   | 9   | 11  | 15  | 10  | 13  | 10  | 372   |
| 2    | Gilles Magnus   | 14  | 9   | 8   | 14  | 6   | 3   | 1   | 9   | NC  | 9   | 14  | 17  | 7   | 3   | 3   | Rit | 371   |
| 3    | Bence Boldizs   | 19  | 13  | 18  | 19  | SQ  | 16  | 17  | 19  | 14  | 13  | 16  | 19  | 18  | 16  | 17  | Rit | 250   |
| 4    | Jessica Bäckman | 21  | 14  | 16  | 16  | 19  | 17  | 20  | 21  |     |     |     |     |     |     |     |     | 131   |
| Pos. | Pilota          | GER | GER | POR | POR | SPA | SPA | UNG | UNG | CEC | CEC | FRA | FRA | ITA | ITA | RUS | RUS | Punti |

| Colore  | Risultato             |
| ------- | --------------------- |
| Oro     | Vincitore             |
| Argento | 2º posto              |
| Bronzo  | 3º posto              |
| Verde   | Finito a punti        |
| Blu     | Finito senza punti    |
| Viola   | Ritirato (Rit)        |
| Viola   | Non classificato (NC) |
| Rosso   | Non qualificato (NQ)  |
| Nero    | Squalificato (SQ)     |
| Bianco  | Non partito (NP)      |
| Bianco  | Non ha gareggiato     |
| Bianco  | Infortunato (INF)     |
| Bianco  | Escluso (ES)          |
| Bianco  | Gara cancellata (C)   |

#### Trofeo WTCR
| Pos. | Pilota          | GER | GER | POR | POR | SPA | SPA | UNG | UNG | CEC | CEC | FRA | FRA | ITA | ITA | RUS | RUS | Punti |
| ---- | --------------- | --- | --- | --- | --- | --- | --- | --- | --- | --- | --- | --- | --- | --- | --- | --- | --- | ----- |
| 1    | Gilles Magnus   | 14  | 9   | 8   | 14  | 6   | 3   | 1   | 9   | NC  | 9   | 14  | 17  | 7   | 3   | 3   | Rit | 143   |
| 2    | Tom Coronel     | 7   | 11  | 17  | Rit | 3   | Rit | 21  | 16  | 9   | 10  | 10  | 13  | 2   | Rit | 16  | 19  | 114   |
| 3    | Bence Boldizs   | 19  | 13  | 18  | 19  | SQ  | 16  | 17  | 19  | 14  | 13  | 16  | 19  | 18  | 16  | 17  | Rit | 77    |
| 4    | Jessica Bäckman | 21  | 14  | 16  | 16  | 19  | 17  | 20  | 21  |     |     |     |     |     |     |     |     | 32    |
| 5    | Andreas Bäckman | 20  | Rit | 15  | 17  | 16  | Rit | 19  | Rit |     |     |     |     |     |     |     |     | 27    |
| 6    | Nicola Baldan   |     |     |     |     |     |     |     |     |     |     |     |     | 19  | 18  |     |     | 8     |
| Pos. | Pilota          | GER | GER | POR | POR | SPA | SPA | UNG | UNG | CEC | CEC | FRA | FRA | ITA | ITA | RUS | RUS | Punti |

| Colore  | Risultato             |
| ------- | --------------------- |
| Oro     | Vincitore             |
| Argento | 2º posto              |
| Bronzo  | 3º posto              |
| Verde   | Finito a punti        |
| Blu     | Finito senza punti    |
| Viola   | Ritirato (Rit)        |
| Viola   | Non classificato (NC) |
| Rosso   | Non qualificato (NQ)  |
| Nero    | Squalificato (SQ)     |
| Bianco  | Non partito (NP)      |
| Bianco  | Non ha gareggiato     |
| Bianco  | Infortunato (INF)     |
| Bianco  | Escluso (ES)          |
| Bianco  | Gara cancellata (C)   |